# Горбатый мост

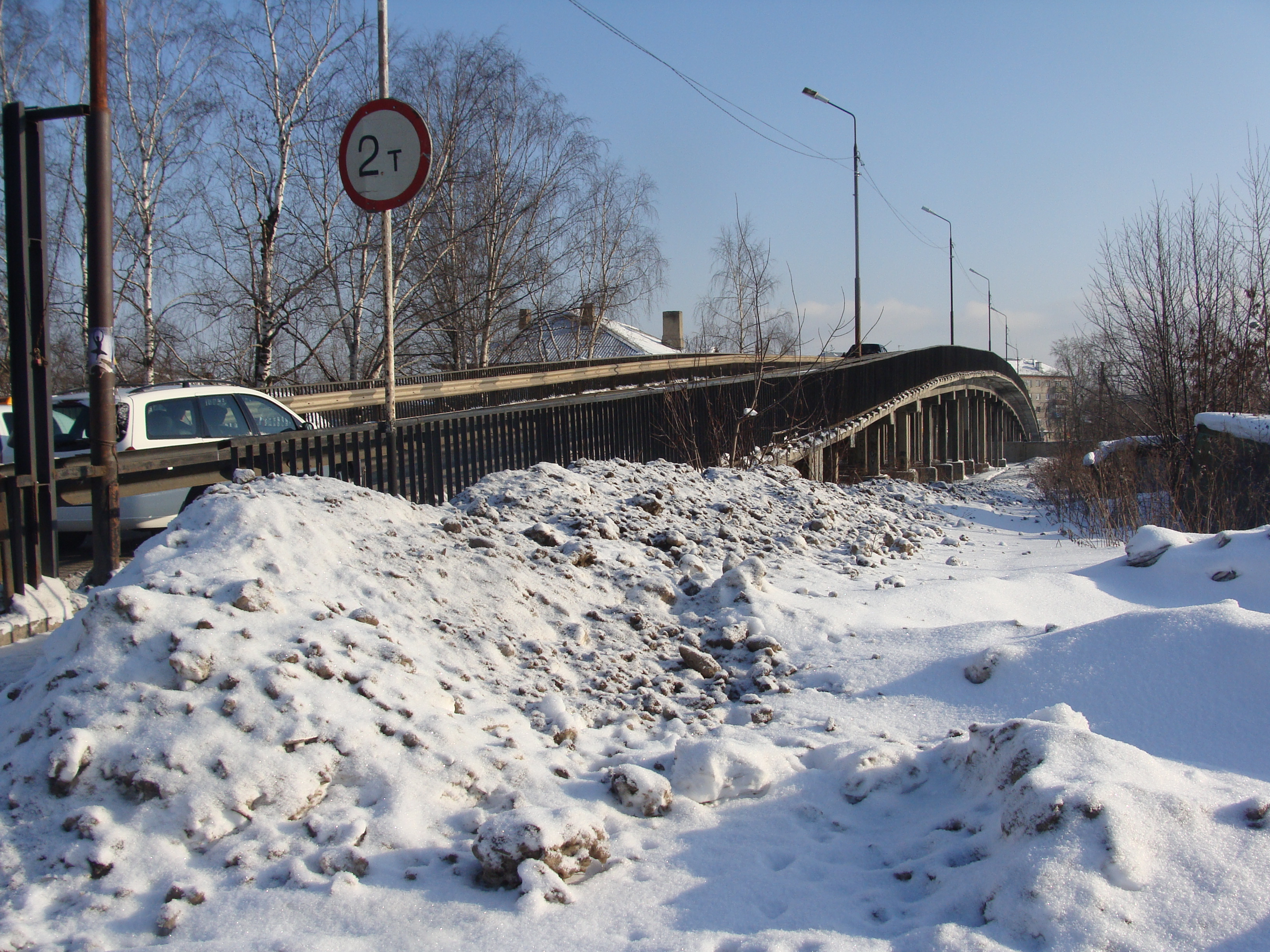
Горбатый мост, Котлас

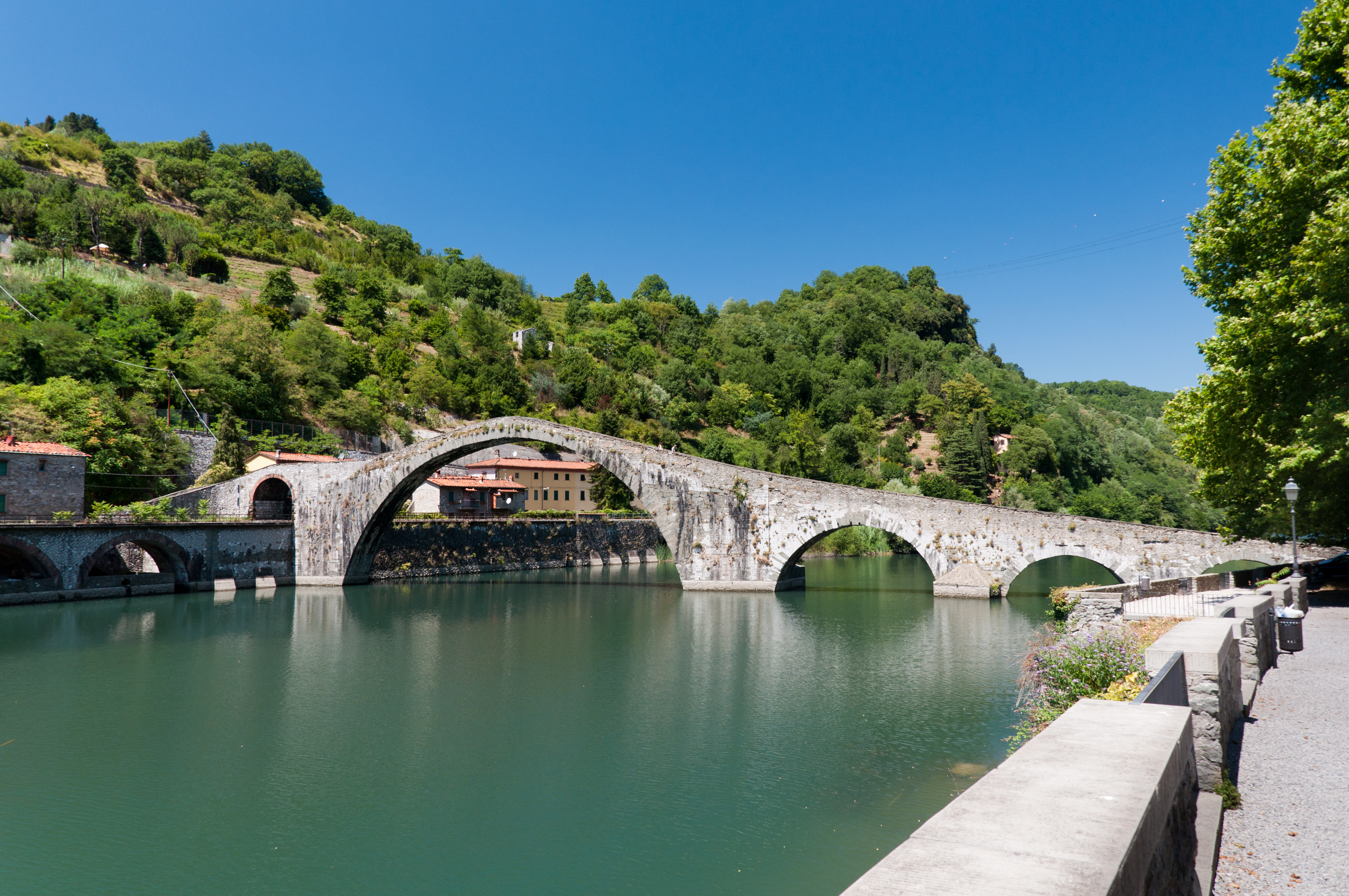
Мост Магдалины в Борго-а-Моццано, построенный в XI веке по указанию Матильды Тосканской

Горбатый мост — обиходное название арочного моста, как правило, однопролётного, арка которого существенно выгнута вверх. На территории России и Украины примерами могут служить:
- Горбатый мост (Москва)
- Горбатый мост (Санкт-Петербург)
- Горбатый мост (Новосибирск) — улица Трикотажная
- Горбатый мост (Новосибирск) — улица Сибиряков-Гвардейцев
- Горбатый мост (Вологда)
- Горбатый мост (Великий Новгород)
- Горбатый мост (Гатчина)
- Горбатый мост (Рязань)
- Горбатый мост (Харьков)[1]
- Каменный мост (Воронеж)
- Горбатый мост (Тверь)
- Горбатый мост (Черняховск)

Многие из таких мостов, возведённые в Средние века в трудноступных горных ущельях, именуют также «чёртовыми, или дьявольскими». Считалось, что возведение столь сложных для своего времени инженерных сооружений не обошлось без участия нечистой силы.
Пролёт моста при правильном расчёте практически не испытывает деформаций изгиба (только сжатие), так как соответствует профилю цепной линии. Поэтому горбатый мост прочен при небольшом количестве затраченного материала. Под мостом остаётся немало места для судоходства. Вместе с тем горбатый мост неудобен для езды.